# 北長野通り

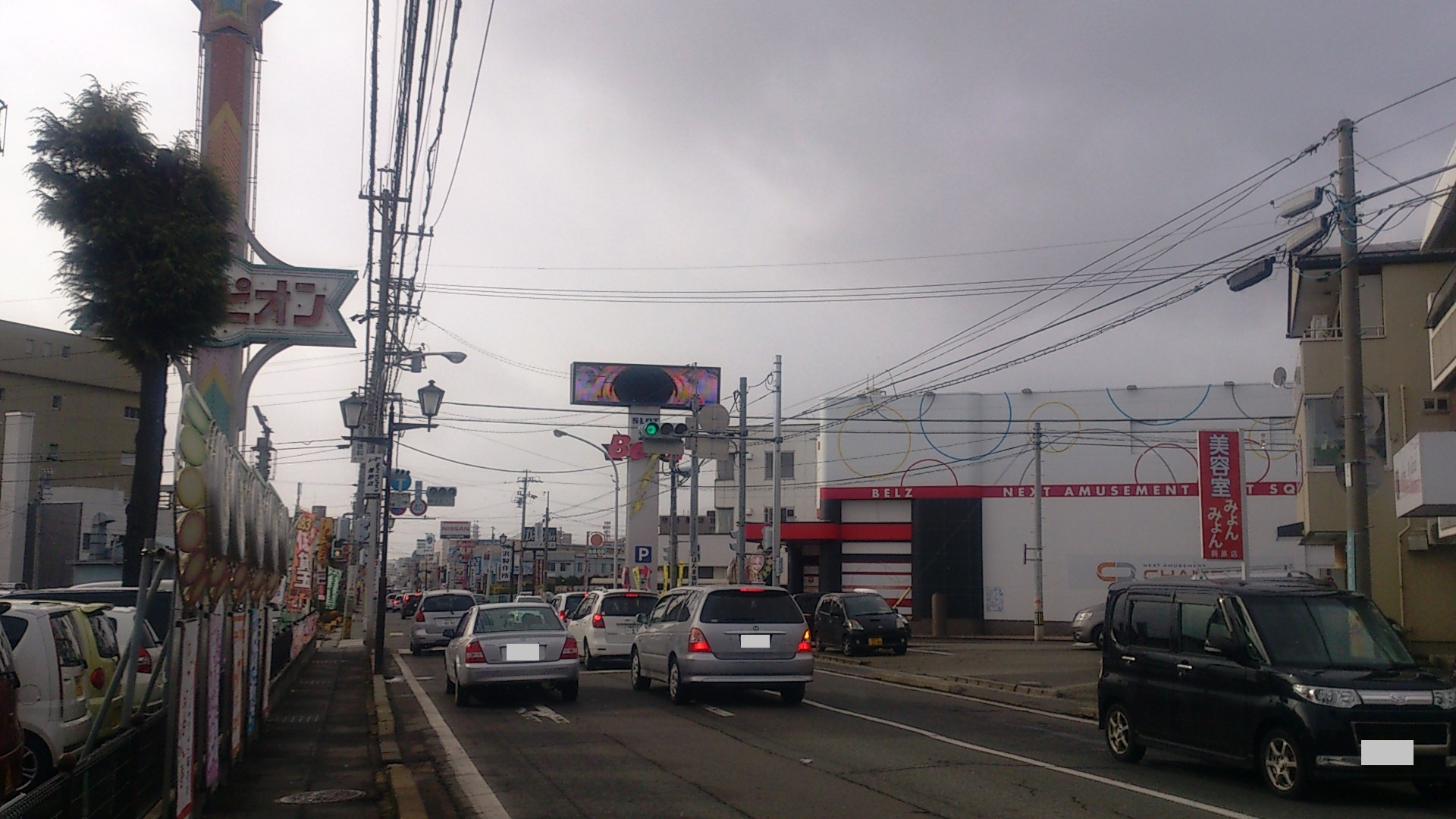
北長野通り（長野県長野市桐原一丁目）

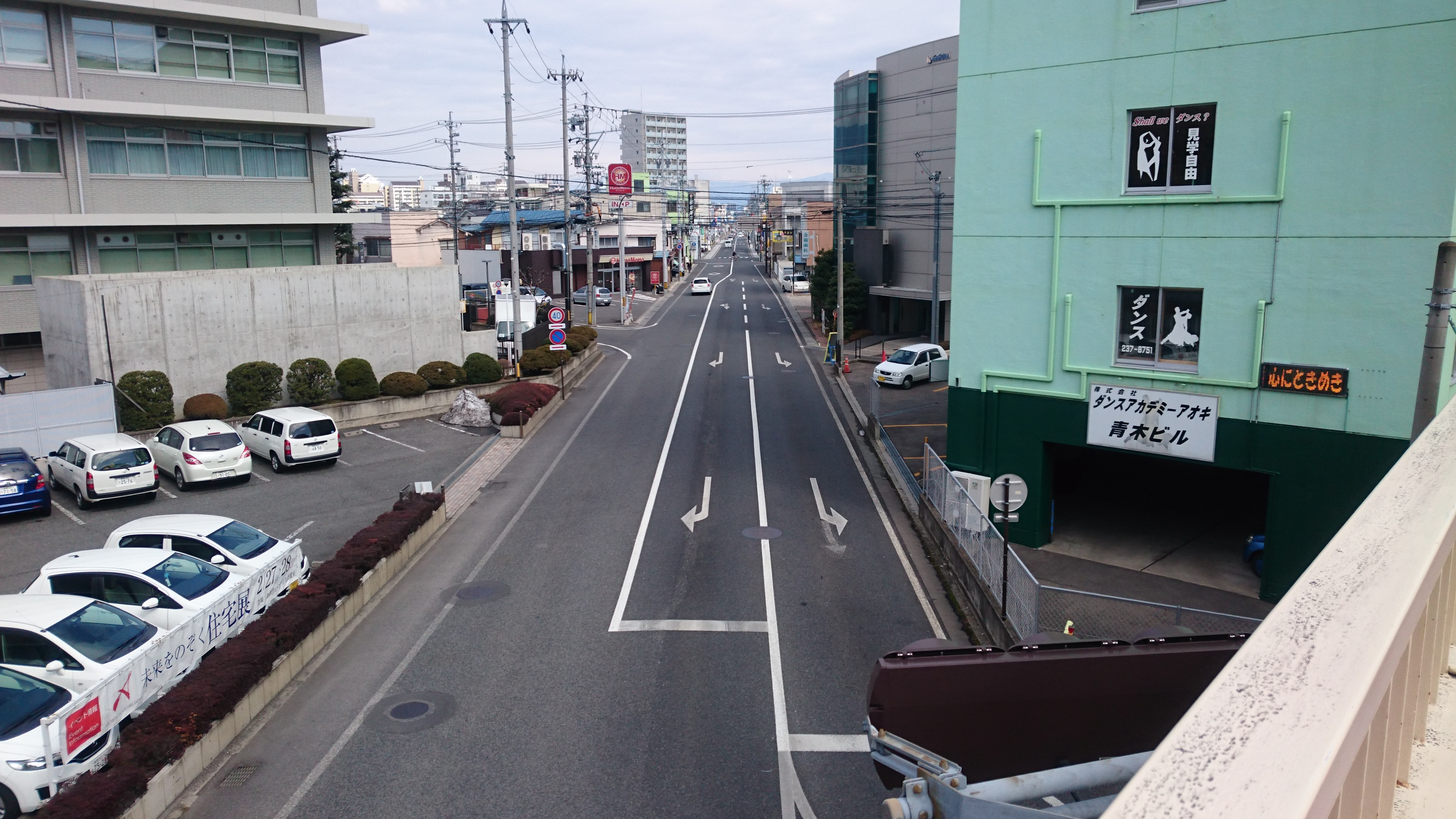
起点付近（長野県長野市早苗町）。この区間では早苗町通りと呼ばれる

北長野通り（きたながのどおり）は、長野市役所付近から北長野駅付近に至る道路の通称。
本項では、早苗町通り（さなえちょうどおり）と呼ばれる長野市役所〜柳町交番前交差点 および 長野県道373号北長野停車場線に指定されている北長野駅前〜長野吉田高校東交差点を含めた、都市計画道路北長野通り全線について述べる。

## 概要
長野市役所前で国道19号（昭和通り）から鋭角にわかれ、しなの鉄道北しなの線・北陸新幹線にほぼ平行に沿う形で三輪・桐原といった市街地近郊の住宅地を進み、しなの鉄道北しなの線 北長野駅・長野電鉄長野線 信濃吉田駅付近に至る。本路線は並行する鉄道線と同様に、南北軸・東西軸に対し斜めに走っているため、ほとんどの交差点が鋭角であるうえ、五差路・六差路となっている個所も多い。
早苗町通りは戦前の開通であるが、それ以外の区間は戦後になって整備された。沿道には中小の店舗が軒を連ねるほか、警察署・病院などが立地する。
本路線の歩道は比較的狭く、また一部歩道がない区間もあるが、柳町交番前交差点から北長野駅付近にかけては本路線東側の線路沿いに自転車歩行者専用道路が別途整備されており（1986年（昭和60年）開通・延長1,505m）、歩行者・自転車にとってはこちらが安全なルートとなっている。

### 路線データ
- 起点：長野県長野市緑町（市役所前交差点＝国道19号交点）
- 終点：長野県長野市吉田二丁目（長野吉田高校東交差点）
- 延長：3,870m
- 幅員：11m（車道2車線・両側歩道）

以上は都市計画道路北長野通りのデータである。
|              | 市役所前 交差点            | 柳町交番前 交差点          | 柳町交番前 交差点          | 北長野駅前 交差点          | 北長野駅前 交差点          | 吉田三丁目 交差点          | 吉田三丁目 交差点          | 長野吉田高校東 交差点      |
| ------------ | -------------------------- | -------------------------- | -------------------------- | -------------------------- | -------------------------- | -------------------------- | -------------------------- | -------------------------- |
| 都市計画道路 | 都市計画道路〈北長野通り〉 | 都市計画道路〈北長野通り〉 | 都市計画道路〈北長野通り〉 | 都市計画道路〈北長野通り〉 | 都市計画道路〈北長野通り〉 | 都市計画道路〈北長野通り〉 | 都市計画道路〈北長野通り〉 | 都市計画道路〈北長野通り〉 |
| 市道・県道   | 長野市道北長野通り線       | 長野市道北長野通り線       | 長野市道北長野通り線       | 長野市道北長野通り線       | 県道373号                  | 県道373号                  | 県道373号                  | 県道373号                  |
| 通称         | 〈早苗町通り〉             | 〈早苗町通り〉             | 〈北長野通り〉             | 〈北長野通り〉             |                            |                            | 〈SBC通り〉                | 〈SBC通り〉                |

## 沿革
- 1925年（大正14年）発行の地図に、既に早苗町通り（市役所前交差点〜柳町交番前交差点）が見える[3]。
- 1957年（昭和32年）5月17日 - 柳町交番前交差点〜北長野駅前（延長2,150m）の区間が開通し、竣工式典が開かれる[1]。
- 1962年（昭和37年）1月18日 - 市民からの公募により、北長野通りと命名される[1]。

## 交差・接続する道路
- 市役所前交差点（長野市緑町＝起点）
  - 国道19号（昭和通り）
- 柳町交番前交差点（長野市柳町・三輪一丁目境）
  - 国道406号（柳町通り・平林街道）
- 桐原交差点（長野市桐原一・二丁目境）
  - 長野県道60号長野荒瀬原線（高田若槻線）
- 吉田小学校前交差点（長野市吉田三丁目）
  - 長野県道374号北長野停車場中俣線
- 吉田3丁目交差点（長野市吉田一・二・三丁目境）
  - 長野市道（旧北国街道）
- 長野吉田高校東交差点（長野市吉田一・二丁目境＝終点）
  - 長野県道60号長野荒瀬原線（高田若槻線・若槻大通り）

↓ 長野市道（SBC通り）

## 沿道
- 長野市役所・長野市芸術館
- ゆうちょ銀行 長野貯金事務センター
- 長野調理製菓専門学校
- 長野県信用組合 東支店
- 八幡屋礒五郎 本社・工場
- 長野中央警察署 柳町交番
- 朝日ながの病院（旧 NTT東日本長野病院）
- 長野県長野聾学校
- 長野中央警察署
- JR東日本 長野総合車両センター
- 本久 本社
  - ケーヨーデイツー 北長野通り店
- JR貨物 北長野駅
- 長野市立東部中学校
- しなの鉄道 北長野駅
- 長野北年金事務所
- ながの東急ライフ
- 長野電鉄 信濃吉田駅
- ノルテながの
  - 長野市役所 吉田支所
  - 八十二銀行 吉田支店
- 長野中央警察署 吉田交番
- 皇足穂吉田大御神宮旧社地（吉田の大イチョウ）
- 長野市立吉田小学校